# Pismo kitańskie
Pismo kitańskie  – pismo złożone używane przez protomongolski lud Kitanów, który ustanowił dynastię Liao, panującą w latach 916–1125 nad Mandżurią, Mongolią i północną częścią Chin. Pismo stosowane było do zapisu języka kitańskiego, dziś już wymarłego. Istniały dwa niezależne od siebie systemy pisma kitańskiego, które wpłynęły na późniejsze pismo Dżurdżenów.
Pismo duże opracowano w 920 roku na rozkaz cesarza Yelü Abaoji. Wywodziło się z pisma chińskiego i jako takie przyczyniło się do napływu wielu sinicyzmów do języka Kitanów. Zapisywano je w pionowych kolumnach od prawa do lewa. Zawierało część znaków chińskich oraz część własnych, w sumie – ponad 3000. Jego użycie było ograniczone, bo osoby potrafiące czytać znaki pisma dużego rozumiały również znaki chińskie. 
Pismo małe stworzył w 925 roku kitański uczony Diela bazując na alfabecie ujgurskim. Ono również było zapisywane w kolumnach. Składało się ok. 500 znaków – logograficznych, logosylabicznych i fonetycznych. Tych ostatnich używano do notowania lekcji znaków pisma dużego.
Pismo kitańskie wyszło z użycia do 1191 r. Odkryto je ponownie w latach 20. XX wieku. Ponieważ ostatni użytkownicy języka kitańskiego wymarli jeszcze w czasach dynastii Yuan, jego odczytanie nastręcza wiele trudności. Zachowały się jedynie inskrypcje w kamieniu, które przetłumaczono jedynie fragmentarycznie. Odczytanie pisma Kitanów nadal pozostaje wyzwaniem dla archeologów.